# Neocheiropteris superficialis
Neocheiropteris superficialis là một loài thực vật có mạch trong họ Polypodiaceae. Loài này được (Blume) Bosman miêu tả khoa học đầu tiên năm 1991.